# Final Cut Pro
Final Cut Pro 是一款由 Macromedia（现已被 Adobe 收购）推出，之後由蘋果公司接手研發、銷售的非線性影片剪輯軟體。最新版本為 Final Cut Pro 11，能在裝載英特爾處理器和 macOS Mojave 10.14.6 以後版本的 Mac 電腦上運行。本軟體能讓使用者將影片記錄和傳輸至硬碟上（內建或外接），之後進行編輯、剪輯、處理和輸出成多種格式。

## 历史
自2000年代初期起，Final Cut Pro的使用者開始大量增加，尤其是業餘的影片剪輯者和獨立電影製作者。Final Cut Pro同時也開始與艾维科技的Media Composer軟體在電影和電視剪輯業界中競爭。根據2007年SCRI的研究，Final Cut Pro在美國專業剪輯市場中的佔有率為49%，而Avid為22%。2008年由美國電影剪輯公會發表的調查報告指出，其會內成員使用Final Cut Pro的比例為21%。

## 資料來源
1. ↑  . TechnologyTell.com. 2008年5月3日  [2012年7月10日]. （原始内容存档于2012年8月13日）.
2. ↑  . American Cinema Editors Society. 2009年6月21日  [2012年7月10日]. （原始内容存档于2011年7月24日）.

## 外部連結
- Final Cut Pro X（页面存档备份，存于）（英文）
  - Final Cut Pro X（页面存档备份，存于）（简体中文）
  - Final Cut Pro X（页面存档备份，存于）（繁體中文）
  - Final Cut Pro X（页面存档备份，存于）（繁體中文）